# 荷蘭帝國
荷兰帝国（荷蘭語：Nederlandse koloniale rijk），也称荷兰殖民帝國，由荷蘭特許公司（荷蘭東印度公司及荷蘭西印度公司）所控制和管理的海外殖民地和貿易站組成，是繼西班牙帝國和葡萄牙帝國後另一個歐洲全球帝國。荷蘭帝国先後經過荷蘭聯省共和國（1581年－1795年）、巴達維亞共和國（1795-1806）、荷蘭聯合王國（1815-1839）及最後現存的荷蘭王國（1839 - ）。最初是以貿易為基礎體系的帝國，其大部分影響力源自於在世界各地沿岸港口建立商業、軍事據點及殖民地，借此控制國際海上航線及戰略前哨站。
荷蘭殖民帝國與其他歐洲殖民帝國不同的是，其主要目的始終是為了開拓貿易路線，而不是把本國人民殖民到另一個大陸上，因此絕大部分的荷蘭殖民地都只限於沿海定居點，對內陸腹地興趣不太，以避免不必要的巨大開支。不過即使如此，荷蘭依舊有數個大型的殖民地，分別是荷屬開普殖民地和荷屬東印度群島，主要是因為前往當地的荷蘭特許公司擅自行動，而不是荷兰中央政府的決定。
荷蘭帝國是以當時世界一流的造船業，以及作為東西方之間貿易中間人所撐起的。起初為數眾多卻小型的貿易公司經常缺乏大規模經營所需的資金或人力，因此荷蘭國會在17世紀初成立了大型的組織並授予特許狀，即荷蘭西印度公司和荷蘭東印度公司。他們當時被認為是世界最大和擁有最廣泛海運路線的貿易公司，曾經幾乎壟斷整個歐洲的戰略航運路線，及南美洲與非洲好望角之間的貿易。這些公司在全球商業的主導地位，為荷蘭的經濟與文化繁榮帶來巨大收益與貢獻，因此這段時期被稱為荷蘭黃金時代。
在尋找亞洲和歐洲之間新貿易通道的過程中，荷蘭航海家探索並繪製了澳大利亞、新西蘭、塔斯馬尼亞島和北美東海岸部分地區等遙遠地區的地圖。在工業化初期，荷蘭帝國從印度莫卧儿帝国進口了50%的紡織品和80%的絲綢，主要來自其最發達的孟加拉蘇巴地區。
18世紀起荷蘭帝國開始受到新興國家英國的挑戰，兩國經歷了多次戰爭，最終於1780年至1784年的第四次英荷戰爭中完全敗北，被逼把一些殖民地和貿易壟斷權讓給大英帝國，國債越滾越大，最終經濟崩潰，荷蘭東印度公司也於1799年宣布破產解散，全世界金融中心由阿姆斯特丹變成倫敦。不過帝國其中兩個最主要殖民地東印度群島和荷屬圭亞那仍被荷蘭控制，直到第二次世界大戰後的全球去殖民化浪潮才真正獨立。荷蘭其後與最後3個在加勒比的殖民地（阿魯巴、库拉索和聖馬丁）結成荷蘭王國，形成今天的荷蘭。

## 历史

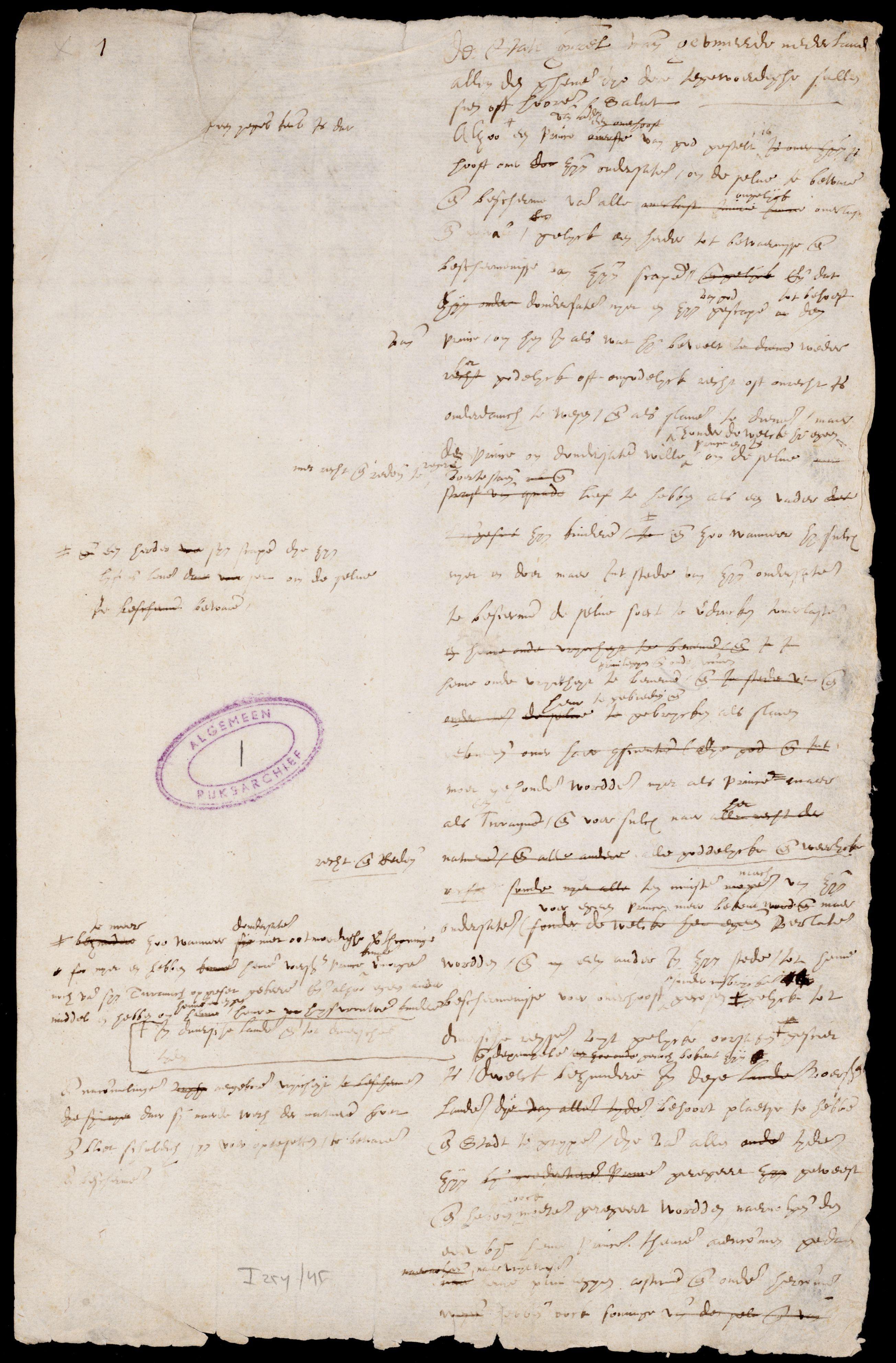
荷蘭各省宣布獨立文件。

### 起源（1543–1580）

#### 荷蘭獨立
荷蘭聯省共和國源於低地國十七省，神聖羅馬帝國皇帝查理五世於1543年繼承皇位，並把低地十七省置於他的直接統治之下。1566年荷蘭新教徒起義，反對羅馬天主教，八十年戰爭爆發。1581年威廉一世發佈荷蘭獨立宣言，宣布北方七省組成聯省的新教共和國，獨立於神聖羅馬帝國及西班牙的統治下。不過西班牙當時拒絕認可獨立，直至1648年才正式承認荷蘭的獨立。戰爭讓荷蘭付出了巨大的人員代價，共60萬至70萬人死亡，當中35萬至40萬平民死於疾病。

#### 香料貿易、伊比利亞聯盟及經濟封鎖
從1517年起，里斯本港成為印度產品在歐洲主要的市場，印度洋的香料貿易由葡萄牙壟斷，後者在巴西、非洲和印度洋的沿岸建立了殖民前哨站，其他國家只能到此購買他們的需求品。1578年葡萄牙在阿爾卡塞爾基比爾戰役失利，國王塞巴斯蒂安一世和大部分葡萄牙貴族戰死，經濟受到重創。1580年西班牙國王菲利普二世趁機派遣阿爾瓦公爵率軍強行合併了葡萄牙，組成伊比利亞聯盟，因此菲利普二世同時得到了所有葡萄牙領土及殖民地。由於荷蘭的私自獨立，西班牙決定對荷蘭進行經濟封鎖，關閉所有葡萄牙及西班牙市場，禁止荷蘭與其貿易。

### 帝國霸權的興起及荷蘭黃金時代（1580-1652）

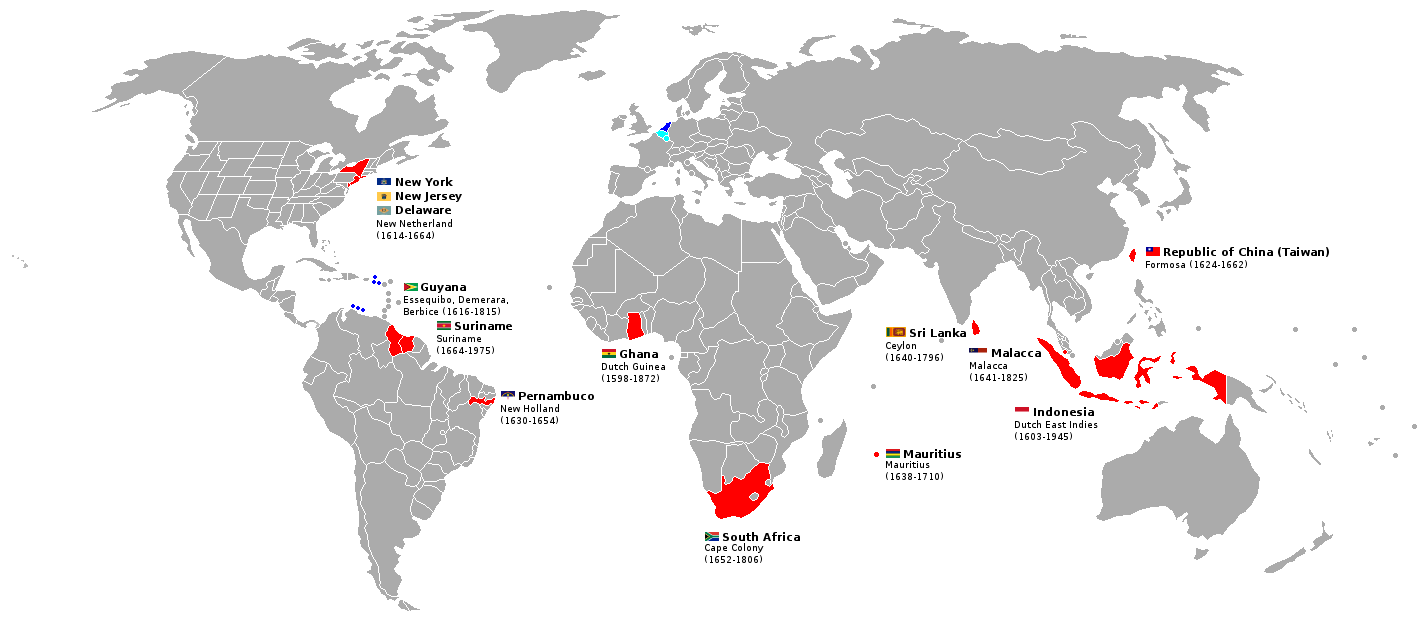
荷兰各殖民地统治时间，紅色表示現時統治前荷屬殖民地的國家或州分；淺藍表示前荷蘭本土的領土，即今比利时與卢森堡；深藍表示現時荷蘭王國的領土。注意紅色範圍並不等同各前殖民地的疆域，而現時圖中顯示的國家大多並非直接繼承自荷屬殖民地；另外荷蘭在1949年印尼獨立後繼續統治新畿內亞島西半部至1962年，才經聯合國移交予印尼。

#### 荷蘭資本主義的興起
在查理五世統治之前的幾個世紀裡，荷蘭的沿海省份一直是歐洲海上貿易網絡的重要樞紐，是進入法國、蘇格蘭、德國、英格蘭和波羅的海市場的便利通道。與西班牙的獨立戰爭中導致許多商人與金融業者遷移至安特衛普、阿姆斯特丹，後者成為歐洲最重要的造船、銀行業、保險業中心，豐富的資金及資本來源使荷蘭有能力使其把貿易路線從北歐擴及至地中海東岸，1590年代起，荷蘭船隻開始與巴西和非洲的荷屬黃金海岸進行貿易。同時為了應對伊比利亞聯盟的經濟封鎖及制裁，荷蘭決定自己起航前往亞洲，他利用科內利斯·德·豪特曼 (Cornelis de Houtman) 在里斯本設法獲得的葡萄牙貿易路線的“秘密”知識。

#### 突破經濟封鎖
1590年代起，荷蘭船隻開始與巴西和非洲的荷屬黃金海岸進行貿易，為了經營前往亞洲的貿易，荷蘭於1594年阿姆斯特丹成立了一家貿易公司叫遠征公司（Compagnie van Verre），目的是派遣兩支艦隊前往香料群島馬魯古群島。第一支艦隊於 1596 年啟航，並於 1597 年滿載胡椒貨物返回，這筆費用足以支付航程費用。 第二次航行（1598-1599），投資者獲得了400%的利潤。這次貿易的成功使更多公司競相成立參與貿易，然而過度的競爭使印尼香料的價格提升，同時壓低歐洲的香料價格，為貿易帶來負面效果，使這些公司紛紛倒閉。

#### 荷蘭東印度公司及荷蘭西印度公司成立
鑑於公司競爭的負面影響，荷蘭於1602年成立了荷蘭東印度公司（荷蘭語：Verenigde Oost-Indische Compagnie，VOC），荷蘭議會給與該公司特許經營狀授予其獨家權利，在最初的21年期間可壟斷年好望角以東、麥哲倫海峽以西的貿易。東印度公司的董事是“十七人董事會”，被授予建立“堡壘”、簽訂條約、徵集陸軍和海軍及發動戰戰的權力。荷蘭東印度公司是一家股份制公司，與其兩年前英國成立的東印度公司類似。 1621年，荷蘭西印度公司 (WIC) 成立，並被給予二十五年大西洋、非洲西岸、美洲東岸等不受東印度公司管轄地帶的貿易壟斷權，荷蘭亦於阿瑜陀耶(位於現在的泰國)建立貿易據點。

#### 與伊比利亞聯盟的衝突、殖民地爭奪戰及壟斷世界經濟
為了尋求通往亞洲的替代路線進行貿易，同時作為八十年戰爭爭取獨立和宗教自由的鬥爭的一部分，荷蘭人開始擾亂西班牙與葡萄牙的貿易，針對菲利普二世的海外領土進行了戰爭，包括西班牙殖民地和當時屬於西班牙和葡萄牙國王的葡萄牙大都市、殖民地、貿易站和堡壘。荷蘭入侵了西班牙在美洲和亞洲的殖民地，並企圖入侵當時屬於西班牙東印度群島的一部分的菲律賓。此外由於葡萄牙被併入西班牙，因此荷蘭借機攻擊葡萄牙位於錫蘭、日本、非洲、南美洲的海外殖民據點，以分散西班牙軍事與經濟力量，導致長達數十年的荷蘭-葡萄牙戰爭。 荷蘭人試圖主導東南亞的商業海上貿易，為了實現這一目標荷蘭人甚至參與了其他國家和列強認為是海盜活動的行為。到17世紀中葉，荷蘭東印度公司已經取代葡萄牙成為世界香料和絲綢貿易的主導者，壟斷了世界經濟。

##### 美洲

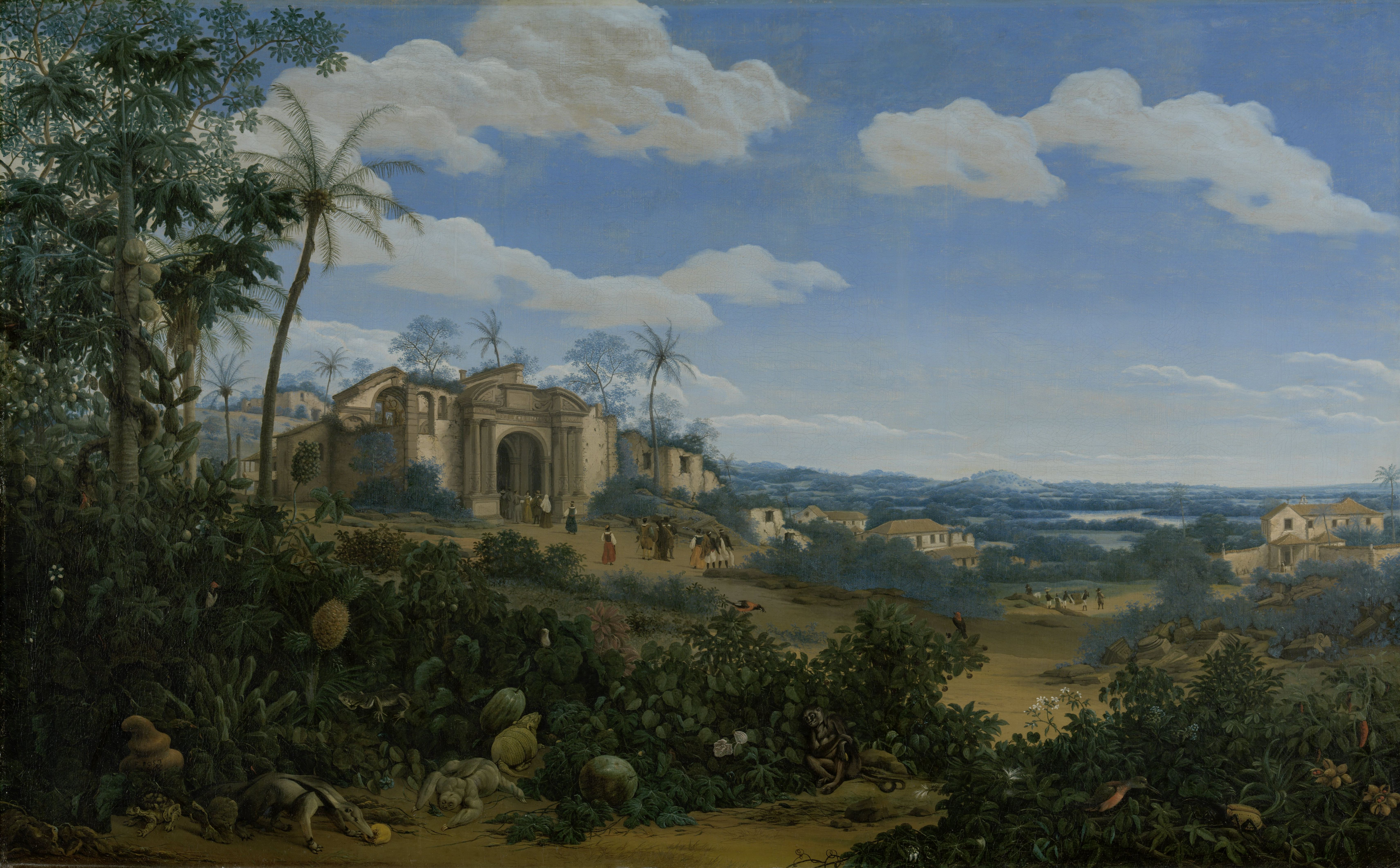
荷屬巴西伯南布哥州。

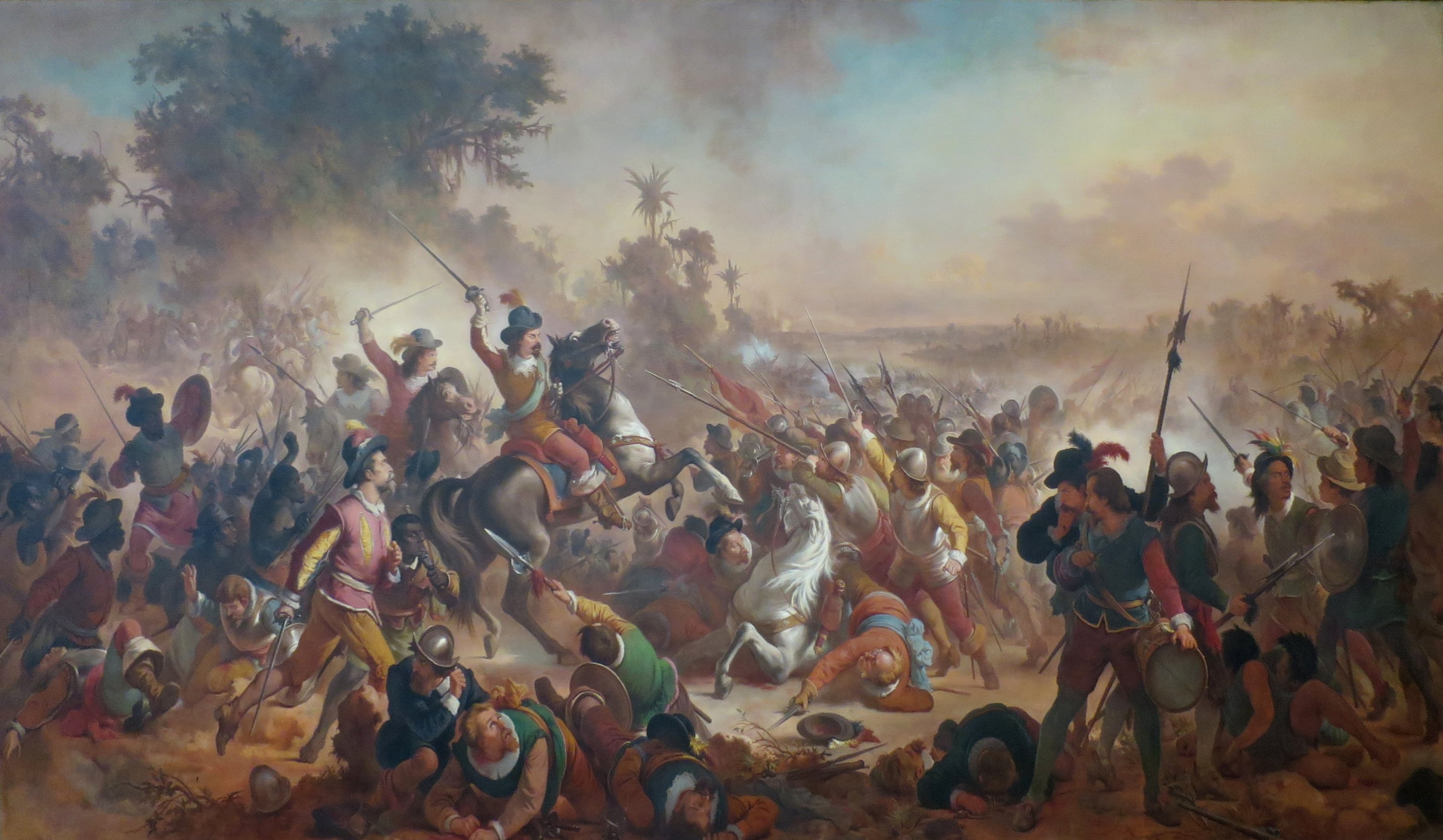
葡萄牙人在瓜拉拉佩斯戰役中獲勝，結束了荷蘭人在巴西的存在。

17世紀，荷蘭西印度公司提出“宏偉計劃（荷蘭語︰Groot Desseyn）”，計劃試圖通過進攻美洲和非洲的葡萄牙殖民地，奪取甘蔗種植園和奴隸港口以補充其勞動力，來壟斷國際糖業貿易，並伺機攻擊正在返航的西班牙寶藏船隊。

###### 荷屬巴西

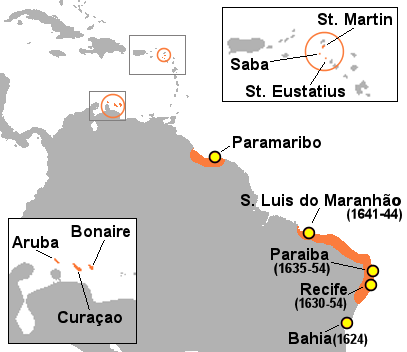
荷蘭征服加勒比海和巴西。

1624年巴西東北海岸的巴伊亞被荷蘭西印度公司佔領，儘管因為與西班牙組成伊比利亞聯盟導致葡萄牙被削弱，但在馬坦薩斯灣戰役成功擊退荷蘭最初的進攻，西印度公司僅保留巴伊亞一年就被西班牙-葡萄牙聯合探險隊奪回。1628 年，皮特·彼得鬆·海因奪取了整個西班牙寶藏船隊，並從貴金屬和商品中獲取了巨額財富，使荷蘭西印度公司成功融資，使公司能夠在兩年後向其股東支付70%的現金股息，重新集結實力。1630年，荷蘭人成功佔領了葡萄牙人在伯南布哥的糖業定居點，並在接下來的幾年裡向內陸推進，併吞了周圍的糖料種植園。1637年拿騷-錫根的約翰·毛里茨被任命為“新荷蘭”的總督，成功於1637年1月在巴西的累西腓登陸，並在其後一系列成功的遠征中，他逐渐将荷兰属地从南方的塞尔希培拓展到北方的马拉尼昂的圣路易斯。 他还在非洲西海岸征服了葡萄牙人的属地埃尔米纳城堡、圣多美、安哥拉的罗安达，這些地區被荷蘭私掠船用作掠奪葡萄牙和西班牙貿易路線的基地。
1640 伊比利亞聯盟解散，葡萄牙重新拿回主權，開始嘗試奪回巴西。1643年毛里茨被荷蘭召回，佔巴西定居者大多數的葡萄牙殖民者的抵抗開始增加。1645年，巴西伯南布哥的葡萄牙社區與荷蘭人出現衝突。最終荷蘭人在1650年代被葡萄牙擊敗，雙方簽署海牙條約 (1661)，荷蘭放棄對巴西的主權，但葡萄牙需向荷蘭提出400萬雷伊（63 公噸黃金），其他原來在非洲的葡萄牙原屬地也歸還了給葡萄牙。 

###### 加勒比海
為了進一步牢牢控制著糖業和奴隸貿易，確保進入鹽田，西印度公司開始佔領加勒比海的島嶼。到了1650年，西印度公司已成功佔領了加勒比海的聖馬丁島、庫拉索島、阿魯巴島和博內爾島。

###### 北美

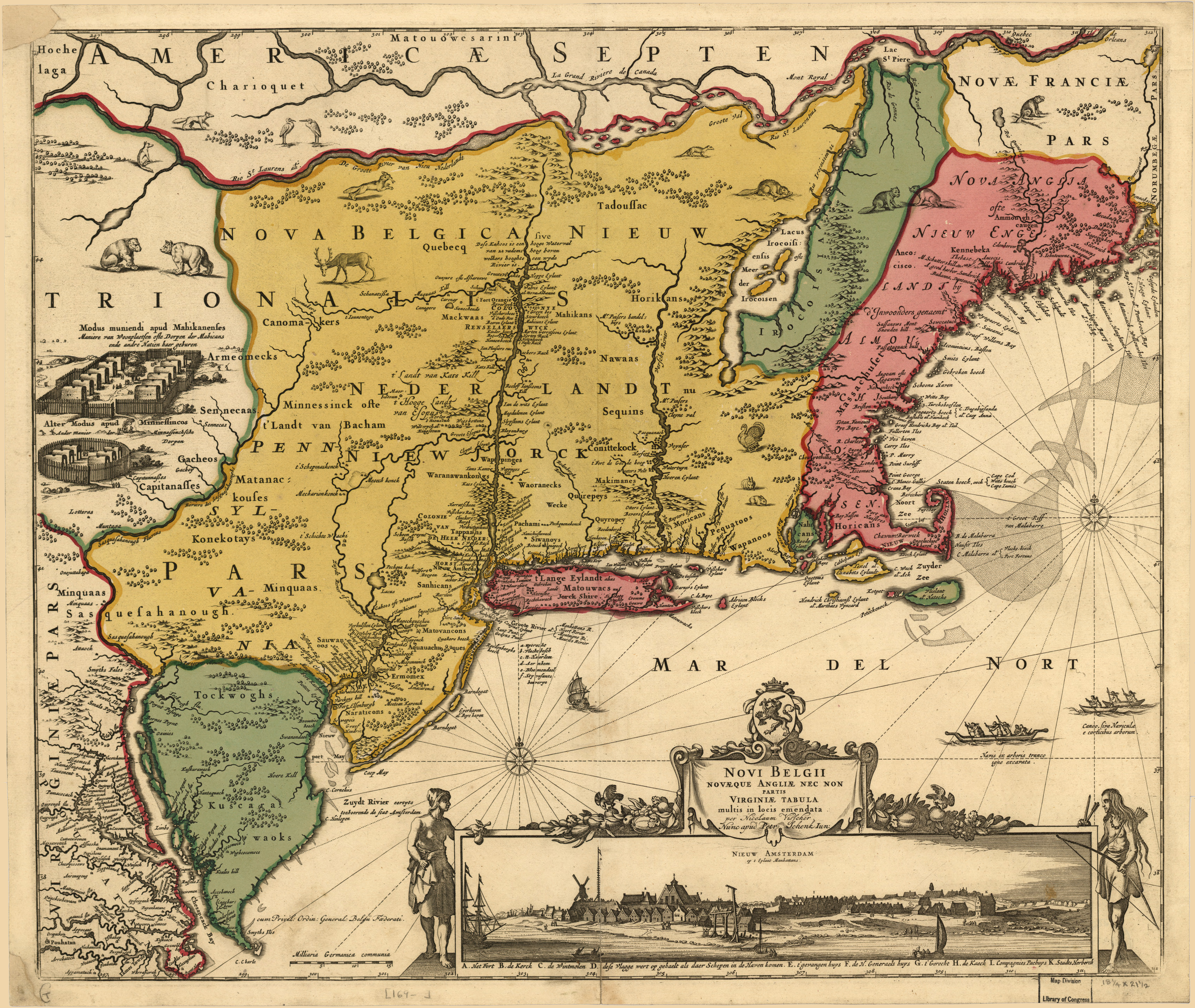
1650年的新尼德蘭地圖。

西印度公司接管了新荷蘭公司（1614-18 年），在北美東北海岸的哈德遜河奧蘭治堡建立的定居點。該定居點是從拿騷堡搬遷而來的1614年，自亨利·哈德遜 1609 年航行以來，荷蘭人每年都派船前往哈德遜河進行毛皮貿易。為了保護其在奧爾巴尼不穩定的地位免受附近的英國人和法國人的侵擾，該公司於 1625 年在哈德遜河河口建立了新阿姆斯特丹的設防城鎮，鼓勵人們在長島和新澤西州周邊地區定居。但是，由於西印度公司最終無法壟斷皮草貿易，非法皮草私人交易無法禁止，因此新尼德蘭的定居點變得無利可圖。1655 年，荷蘭總督彼得·史岱文森 (Pieter Stuyvesant) 派遣船隻和士兵前往特拉華河附近的新瑞典殖民地，該殖民地被強行併入新尼德蘭。

##### 亞洲

###### 控制馬六甲海峽

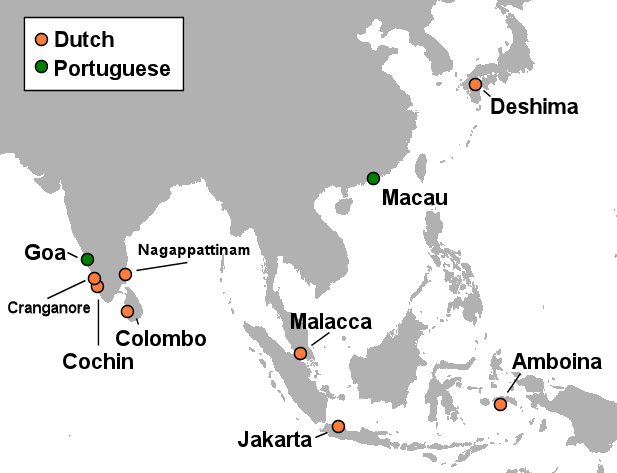
亞洲的主要荷蘭和葡萄牙定居點，在1665年時除果亞及澳門外，全部葡萄牙殖民地都被被荷蘭東印度公司奪取。

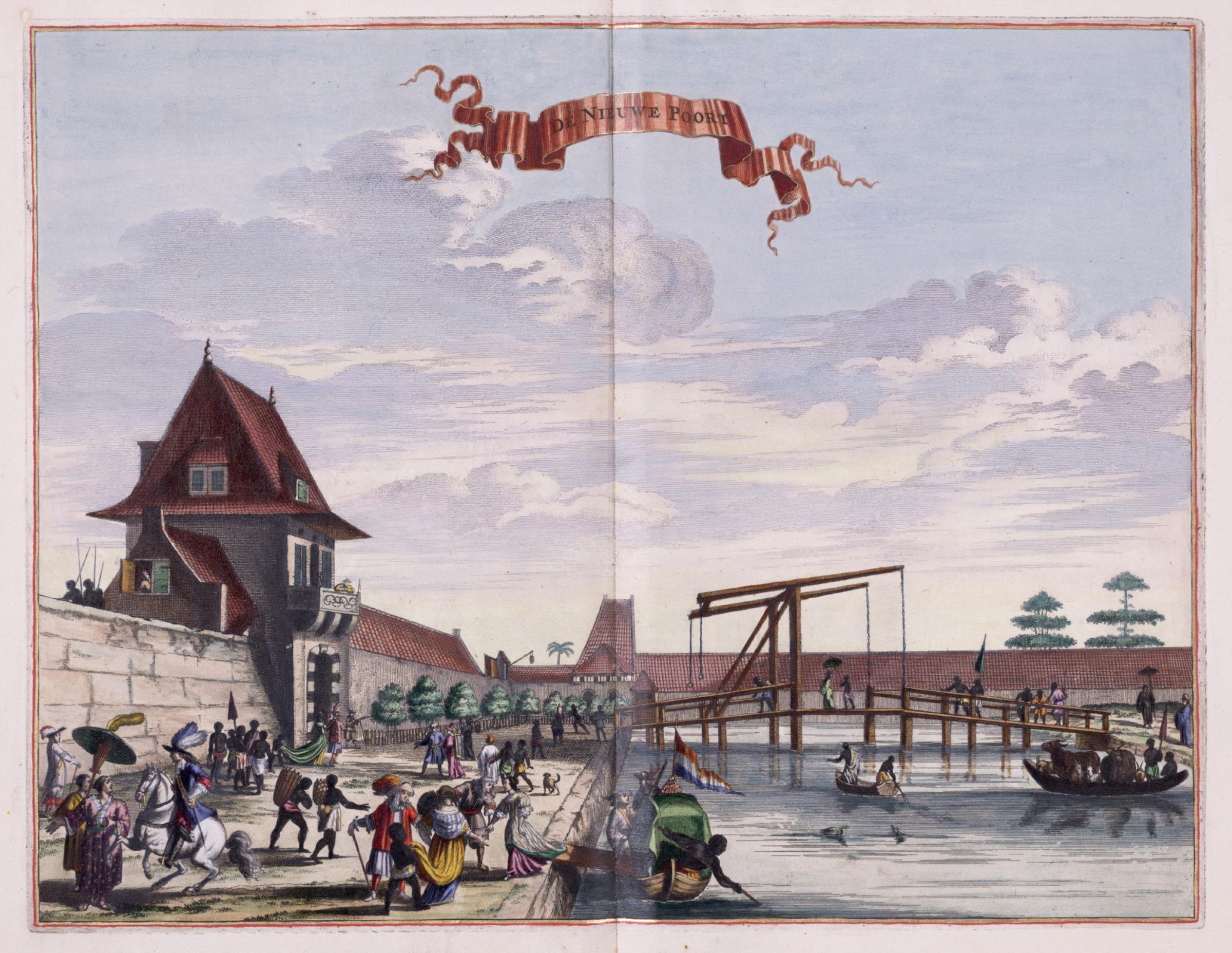
1682年的巴達維亞，即現在的雅加達。

西班牙國王菲利普二世的領地與其他國家之間的戰爭導致了葡萄牙帝國的衰敗，其他新與勢力得益，比如英國借機奪走霍爾木茲島，但荷蘭帝國是主要受益者。荷蘭東印度公司立即開始掠奪當時葡萄牙帝國的一連串沿海堡壘，由於這些定居點相當孤立，因此受到攻擊則很難加固，並且很容易被一個接一個地摧毀。1605年荷蘭成功從葡萄牙人手中奪取安汶島，次年進攻馬六甲（現今馬來西亞）雙方爭持不下，最終荷蘭未能奪下一個更具戰略意義的基地。荷蘭其後荷蘭繼續在東印度群島擴展實力，1619年荷屬東印度總督顧恩成功征服雅加達，並以荷蘭祖先巴達維亞人的名字，把雅加達改名為巴達維亞(Batavia)，後來成為荷屬東印度群島的首都。 與此同時，荷蘭人繼續將葡萄牙的勢力趕出他們在亞洲的基地，1641年爆發馬六甲戰役，成功建立荷屬麻六甲。1656征服科倫坡、1658年錫蘭，1662年納加帕蒂南以及1662年科契。

###### 壟斷與日本的貿易權

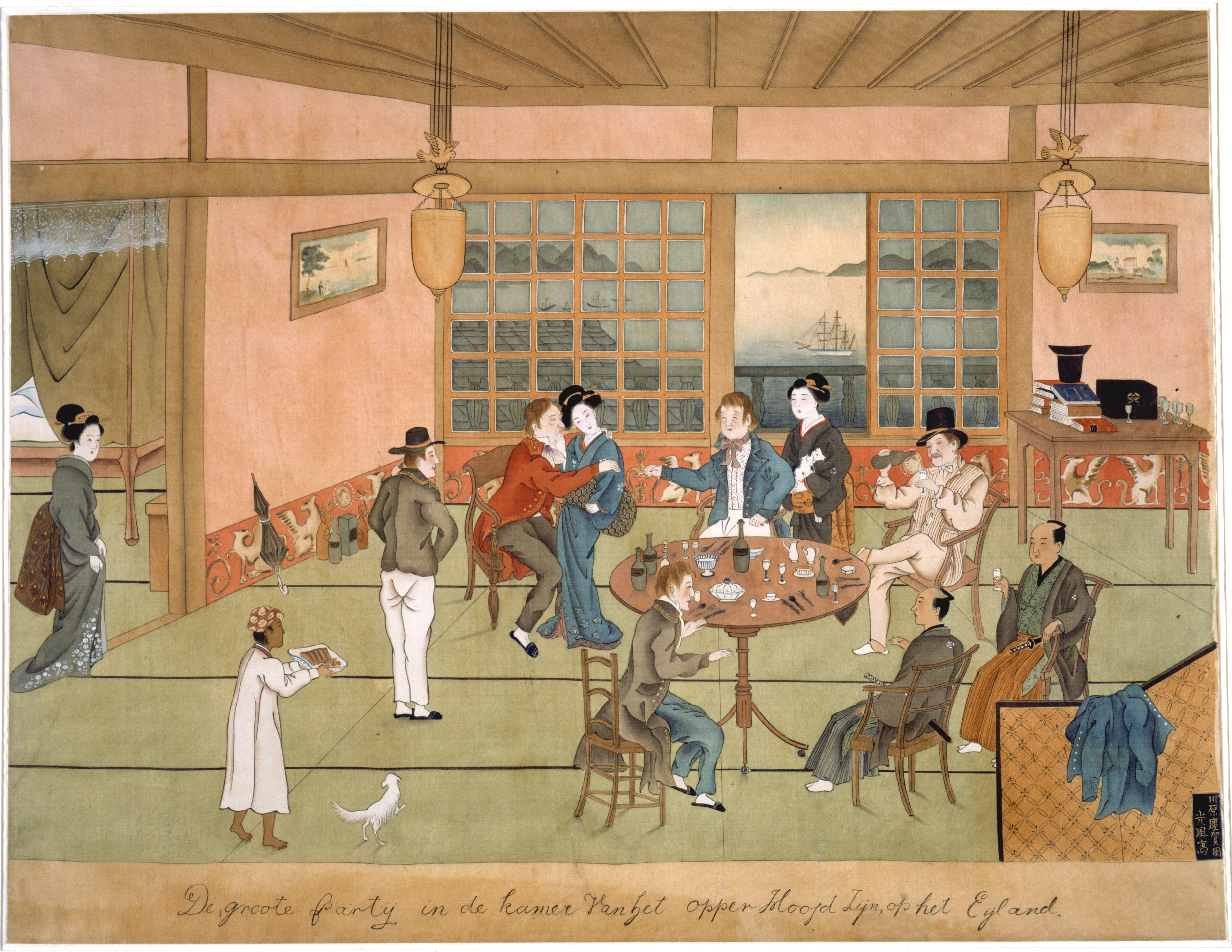
1805年日本出島貿易站。

葡萄牙帝國當時國在東方的首都果阿也遭受荷蘭人的進攻，分別在1603年和1610年雙方爆發戰爭，但荷蘭均未取得成功。葡萄牙當時壟斷了利潤豐厚的中日貿易，並在中國澳門建立了根據地。荷蘭希望打破壟斷，於是分別四次進攻澳門但均被葡萄牙阻擋下來。不過，由於葡萄牙人在當時的日本大肆散佈天主教，造成改信天主教的日本人與其他當地人出現文化衝突的案例日增，日本幕府開始懷疑葡萄牙人意圖，認為葡萄牙人是想利用宗教改信來推翻幕府。於是在1639年，日本幕府驅逐葡萄牙人，並宣佈鎖國政策，於是從1639年到1854 年的215年間，荷蘭是唯一獲准在日本經營的歐洲強國。但是由於葡萄牙的前車之鑑，荷蘭的貿易商人被限制在平戶，然後從1641年起在出島。

###### 其他
荷蘭於1638年殖民了毛里求斯，他們以拿騷的莫里斯親王的名字命名荷蘭人，不過幾十年後荷蘭人發現氣候惡劣並放棄了該島。荷蘭人在台灣南部建立了殖民地，該島當時主要由葡萄牙商人控制，被稱為福爾摩沙。1642年，荷蘭人用武力從西班牙人手中奪取了台灣北部。荷蘭人試圖使用武力使明朝中國開放與荷蘭貿易，但中國在1623年至1624年的澎湖列島戰爭中擊敗了荷蘭人，迫使東印度公司放棄澎湖前往台灣。 1633年，中國人在料羅灣海戰中再次擊敗荷蘭人。
1646年，荷蘭人試圖奪取西班牙在菲律賓的殖民地， 儘管荷蘭擁有一支龐大的軍隊，但當他們試圖佔領馬尼拉時，在馬尼拉海軍戰役中被擊敗。 這次失敗後，他們放棄了奪取馬尼拉和菲律賓的努力。
1602 年至 1796 年間，東印度公司派遣近百萬歐洲人到亞洲從事貿易，大多數人死於疾病或後來返回歐洲，不過其中一些人將印度群島作為他們的新家， 荷蘭人和當地居民之間的互動主要發生在斯里蘭卡和現代印度尼西亞群島。 幾個世紀以來，那裡發展了一個相對較大的講荷蘭語的混合荷蘭人和印度尼西亞血統的人口，被稱為 Indos 或荷蘭裔印度尼西亞人。

##### 非洲
1637年，荷蘭從巴西出發，向發起了一次成功的遠征，奪取了葡萄牙的埃爾米納奴隸站，並於1641年成功奪取了葡萄牙在安哥拉的定居點。1642年，荷蘭人佔領了葡萄牙在非洲的Axim。在海牙條約 (1661)簽署後，荷蘭把在非洲的葡萄牙原屬地也歸還了給葡萄牙。
1652年，荷蘭在非洲南部海岸的好望角建立了一個殖民地，作為在歐洲和亞洲之間的航線的重要基地。由於地點的重要性，開普敦上來自荷蘭的移民開始迅速膨脹，開普敦當局還批准了一些其他國籍的歐洲人移民，主要是德國人和法國胡格諾派教徒，另外又從荷屬東印度群島處引入數千名奴隸，以支持當地的勞動力，而這些定居在此的歐洲人成為南非布爾人的祖先。
荷蘭人其後擴大在好望角的定居點，荷蘭人當時已經征服了開普敦的土著科伊桑人和桑人，並奪取了他們的傳統領土。 當荷蘭向東遠征時，卻遇上向西擴張的科薩人。荷蘭為了避免陷入曠日持久的爭端，決定和科薩酋長劃定各自的控制區，並避免侵入對方的邊界。 然而，荷蘭定居者經常視協議進入科薩人的領土，最終引發了南部非洲最長的殖民衝突之一：科薩戰爭，不過這也成功令荷蘭向東擴張，成為現今南非的大致版圖。

### 英國的崛起及荷蘭的衰落 (1652–1795)

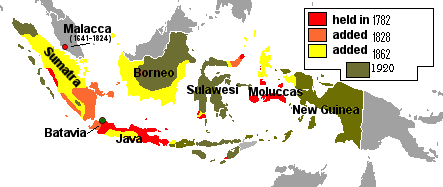
荷蘭人在印尼的擴張四步曲：1.紅色區：1605-1782年占領；2.橘色：18世紀末-1828年占領；3.黃色：1862年之前占領；4.深綠：1920年之前占領

1651年，英格蘭議會通過航海法，禁止荷蘭在英格蘭與其加勒比海殖民地間從事貿易獲取利益，這導致第一次英荷戰爭，數次的英荷戰爭緩慢地削弱了荷蘭的海軍實力，使英國受益。
1661年，南明將領鄭成功率領軍隊進攻台灣，圍攻熱遮蘭城，荷蘭軍隊抵禦九個月，在來自爪哇的援軍被擊敗後，荷蘭退出南台灣，後來重返北台灣的北荷蘭城，直到1668年荷蘭放棄北台灣，此後再也沒有統治過台灣。
1664年，由於英格蘭意圖佔領新尼德蘭(位於今北美東岸)，第二次英荷戰爭爆發，後簽訂布列達條約(Treaty of Breda)，新尼德蘭割讓給英格蘭，換取英格蘭承認尼德蘭取得蘇利南，後者原為英格蘭殖民地，後被荷蘭控制。雖然在1673年第三次英荷戰爭期間，荷蘭又試圖奪取新尼德蘭，新尼德蘭在幾年後重歸英格蘭，這永久結束了荷蘭在北美洲的殖民統治，然而荷蘭留下大量荷蘭人社區於北美，在英國的統治下，他們保有自身的語言、教堂、習俗直到十八世紀中。在南美洲，1658年，荷蘭從法國手中取得cayenne(今法屬圭亞那)，並擊退法國一年後重新取得此地的嘗試，然而在1664此地復由法國統治，因為被認為其是無利可圖的，然而，它在1676年再度被荷蘭奪取，而於一年後再度還給法國。1688年光榮革命，使荷蘭共和國世襲執政奧蘭治的威廉繼承為英國國王 ，結束了荷蘭與英國八年敵對狀態，然而荷蘭與法國的敵對仍然持續。
在美國革命期間，英國與荷蘭宣戰，第四次英荷戰爭爆發，在戰爭中英國奪取了荷蘭的殖民地錫蘭，戰爭結束後簽訂巴黎和約(1783)，錫蘭還給荷蘭，納加帕蒂南割讓給英國。

### 拿破崙時代 (1795–1815)
1795年，拿破崙帶領下的法國佔領了荷蘭共和國，將荷蘭改名為巴達維亞共和國，成為法國的衛星國。之後與法國持續作戰中英國迅速占領了荷蘭在亞洲、南非、加勒比海的殖民地。在1802年英國與法國簽訂亞眠和約後，先被英國占領的開普殖民地與荷屬西印度群島被還給荷蘭，然而錫蘭沒有還給荷蘭，其成為英國屬地。在1803年英國與法國間敵意重新上升後，英國重新奪取了開普殖民地，英國也在1811年入侵並佔領了爪哇島。
1806年，巴達維亞共和國解體，凡爾賽條約重新劃分了歐洲各國的邊界，獨立的荷蘭與英國簽署了 1814 年英荷條約，英國把除了荷屬開普殖民地、荷屬錫蘭和荷屬圭亞那外，所有殖民地都歸還給了荷蘭。

### 後拿破崙時代 (1815–1945)

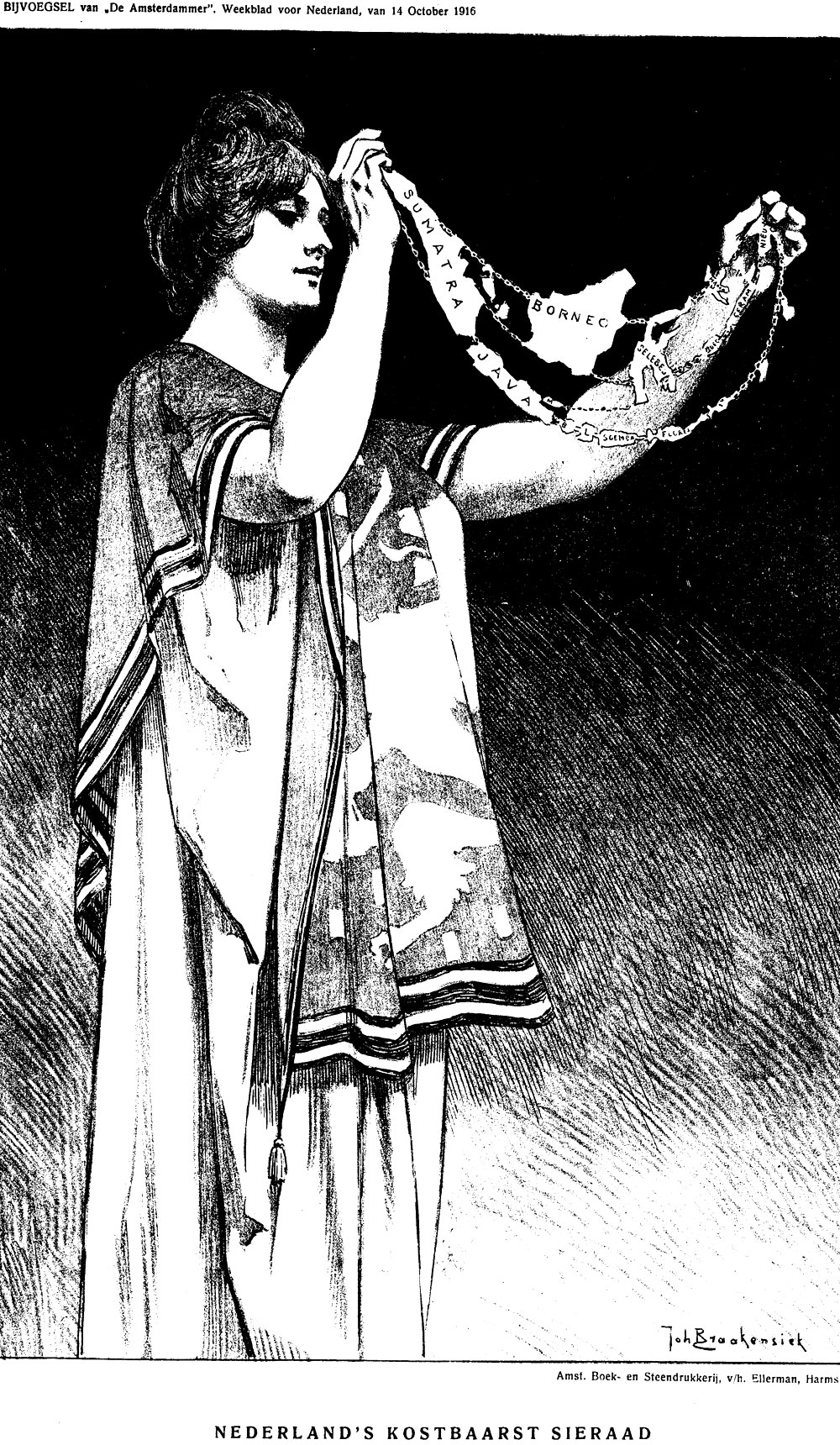
1916年出版的漫画《荷兰最珍贵的珠宝》，形象而生动的以荷兰的国家化身——荷兰少女手拿一串畫上荷屬東印度（今印度尼西亚）各島的「珠寶」，描绘了当时荷屬東印度在荷兰所有的殖民地中举足轻重的地位。

當初荷蘭共和國成立時，低地國只有北方七省成功獨立，南方十省仍由西班牙哈布斯堡家族統治，此時原北方七省組成的聯省共和國與南方十省重新組成了一個君主立憲政體尼德蘭聯合王國。然而這個聯合只持續了十五年，1830年，王國的南半部發生革命，使南方十省獨立為新的國家比利時。
破產的荷蘭東印度公司於1800年1月1日被清算，荷蘭政府接收了公司所有的殖民地。英荷在東南亞的競爭及新加坡港口問題使到雙方關係惡化，1819年新加坡被柔佛蘇丹割讓給英國東印度公司，但荷蘭宣稱柔佛蘇丹在更早之前便承諾讓荷蘭統治該地區，然而此時新加坡已成為重要的貿易中心，英國不可能放棄新加坡將其還給荷蘭。最終新加坡歸屬的爭議在1824年英荷條約得到解決，條約中荷蘭割讓馬來西亞與其在印度的據點給英國，作為回報英國將明古連（Bencoolen）還給荷蘭並承諾不與新加坡海峽以南的當地統治者簽訂任何條約。 因此，東南亞群島被分為兩個勢力範圍：英國勢力範圍位於馬來半島，荷蘭勢力範圍位於東印度群島。
在荷蘭東印度公司的歷史中，荷蘭對他們的殖民地的控制往往很脆弱。然而至十九世紀，荷蘭開始加強對殖民地的控制，直到二十世紀初荷蘭才完全控制了現在的印尼。儘管爪哇島很早便受荷蘭統治並持續了三百五十年，但在時候印尼後多區域，包含亞齊特區、峇里島、婆羅洲猶處於獨立狀態。
1871年，所有荷蘭在荷蘭黃金海岸(今迦納)的屬地皆割讓給英國。
荷蘭西印度公司於1791年解散，公司的殖民地蘇利南與荷屬加勒比海群島由荷蘭政府接管。加勒比海殖民地的經濟奠基於走私貨物與販賣奴隸至西屬美洲，但自從奴隸貿易於1814年終止而中南美國家紛紛脫離西班牙獨立後，加勒比海殖民地的利潤迅速衰退，加勒比海荷蘭商人集體遷移至美國與拉丁美洲，只留下少數低收入仰賴荷蘭政府補助金的人口。庫拉索與其附屬島嶼與蘇利南在1828-1845年整合。1863年，荷蘭殖民地廢除奴隸制度，晚於英國與法國，雖然此時殖民地只剩6500名奴隸。在蘇利南，奴隸持有者要求政府給予釋放奴隸的補償金。在廢除奴隸制度後，1890至1939年間，中國移民與爪哇移民作為契約勞工被引進殖民地。

### 殖民帝國崩潰及去殖民化（1942-1975）

#### 印度尼西亞

印尼獨立運動領袖蘇加諾。

1942年，日本入侵荷屬東印度，爪哇荷蘭殖民地政府在日本攻擊兩個月後投降，印度尼西亞人歡迎日本人的到來，將其視為解放者，日本的佔領很大程度改變了殖民地的經濟、政治、社會結構，將之替換成日本的管理方式。在二戰前，荷蘭政府可以輕鬆的壓制印度尼西亞殖民地弱小的民族運動，然而日本的佔領卻很大程度的鼓舞並促成印尼獨立。
印尼共產黨在1914年由荷蘭共產黨員馬林成立，其於在荷蘭工人與士兵間也深受歡迎，印尼共產黨與當地伊斯蘭聯盟策略性結盟於1917年直到印尼獨立，他們在二戰時印尼對日本佔領的反抗扮演重要角色。日本支持印尼民族主義，印尼民族主義的領導者得到晉升。日本佔領時期，荷蘭公民被拘禁，導致大量空缺出的政府機構職位改由印尼人擔任，雖然最高層的位置仍由日本人擔任。
1945年八月，日本投降兩天後，民族主義運動領導者蘇卡諾(Soekarno)與穆罕默德·哈達(Mohammad Hatta)宣布印尼獨立，荷蘭最後重新控制了大部分殖民地，但游擊隊的抵抗仍持續進行，印尼人和國際間多數都支持獨立。1949年12月，荷蘭正式承認印尼獨立，在1949年簽訂的條約中，西新幾內亞仍歸荷蘭所有。印尼政府要求西新幾內亞的主權。由於美國施壓，透過1962年的紐約條約，荷蘭將西新幾內亞交與印尼。

#### 蘇里南和荷属安的列斯群島

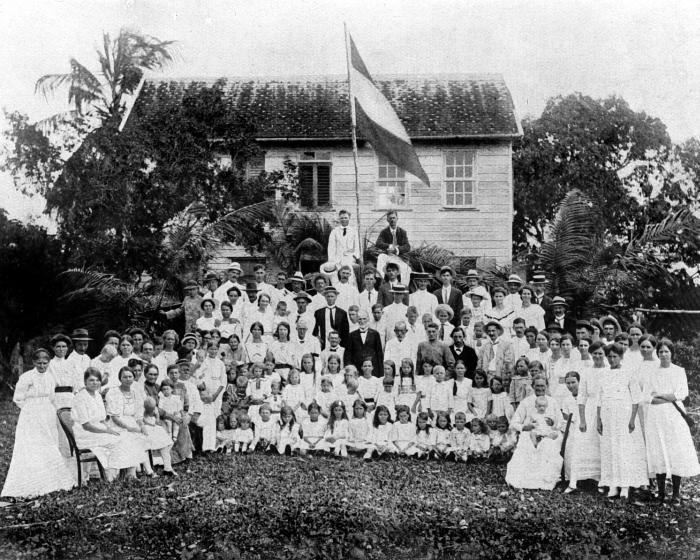
1920年在蘇里南的荷蘭殖民者，大多數歐洲人在1975年蘇里南獨立後離開。

1954年，荷蘭通過《荷蘭王國憲章》，荷蘭本土、蘇里南和荷屬安的列斯群島（當時包括阿魯巴島）組成一個複合國家，蘇里南和荷屬安的列斯群島被授予自治權，但國防、外交和公民身份等某些事務由荷蘭負責。1969年，庫拉索島爆發起義(1969 Curaçao uprising)，當地的反殖民運動、種族主義問、經濟衰退及左翼思想蔓延等等問題，最終在1969年爆發大型騷亂，荷蘭海軍陸戰隊被派去平息騷亂。起義在王國裡最後數個殖民地中引發起反殖民的思想及庫拉索文學的複興，蘇里南及阿魯巴島希望獨立，荷蘭於是在1975年允許蘇里南獨立，六萬居住於殖民地的荷蘭人返回荷蘭。荷屬安的列斯群島領導人因擔心經濟影響而反對獨立，激起了阿魯巴島的反抗，最終於1986年脫離荷屬安的列斯群島，成為隸屬於荷蘭王國的自治國，意圖自己走向獨立。但是，在1994年時阿魯巴島因各種問題最於放棄獨立，於是繼續留在荷蘭王國。 2010年，荷屬安的列斯解體，分裂成古拉索和荷屬聖馬丁兩個自治國，另外有三個島嶼－波奈、聖佑達修斯與荷屬沙巴，傾向與荷蘭本土維持密切關係，因此成立類似荷蘭本土市鎮等級的特殊行政區來管轄。

## 帝國遺產
自雅各布·哈夫納 (Jacob Haafner) 1807年批評帝國主義論文後，一般來說，荷蘭人不再慶祝他們的帝國歷史。隨後，殖民歷史並沒有在荷蘭教科書中佔據顯著位置。 這種對他們帝國歷史的看法最近才開始轉變。

### 荷蘭後裔
在一些荷蘭殖民地，有荷蘭血統的主要族群是移民荷蘭定居者的後裔。 在南非，布爾人和開普荷蘭人統稱為南非白人。 斯里蘭卡的伯格人和印度尼西亞的印度人以及蘇里南的克里奧爾人是荷蘭血統的混血兒。
在美國，有過三位荷蘭血統的美國總統：第一位非英國血統且第一語言是荷蘭語的總統馬丁範布倫，第 26 任總統西奧多羅斯福和第 32 任總統富蘭克林羅斯福， 連任四屆（1933 年至 1945 年），是唯一任期超過兩屆的美國總統。

### Sources
- Ammon, Ulrich. . 2005.
- Baker, Colin. . Multilingual Matters. 1998.
- Booij, G.E. . 1995.
- Boxer, C.R. . Hutchinson. 1965.
- Boxer, C.R. . Hutchinson. 1969.
- Davies, K.G. . University of Minnesota. 1974.
- McEvedy, Colin. . Viking. 1988.
- McEvedy, Colin. . Penguin. 1998.
- Ostler, Nicholas. . Harper Collins. 2005.
- Rogozinski, Jan. . Plume. 2000.
- SarDesai, D.R. . Westview. 1997.
- Scammel, G.V. . Routledge. 1989.
- Sneddon, James. . UNSW Press. 2003.
- Shipp, Steve. . McFarland. 1997.
- Taylor, Alan. . Penguin. 2001.
- Vickers, Adrian. . Cambridge University Press. 2005. ISBN 0-521-54262-6.

1. 1 2  Israel, Jonathan. . London: Hambledon Press. 2003: x–xii. ISBN 978-1852850227.
2. ↑  Ward, Kerry. . Cambridge: Cambridge University Press. 2009: 322–342. ISBN 978-0-521-88586-7.
3. ↑  Boxer (1969), p.120.
4. ↑  Ward, Kerry. . Cambridge: Cambridge University Press. 2009: 322–342. ISBN 978-0-521-88586-7.
5. ↑  Hunt, John. Campbell, Heather-Ann , 编. . Philadelphia: University of Pennsylvania Press. 2005: 2–13. ISBN 978-1904744955.
6. ↑  Hsin-Hui, Chiu. . Leiden: Tuta Sub Aegide Pallas. 2008: 3–8. ISBN 978-9004165076.
7. ↑  Fisher, Ann Richmond. . Dayton, Ohio: Teaching & Learning Company. 2007: 53–59. ISBN 978-1429113175.
8. ↑  Junie T. Tong. . CRC Press. 2016: 151. ISBN 978-1-317-13522-7.
9. ↑  John L. Esposito (编). . 1: Abba - Hist. Oxford University Press. 2004: 174  [2023-01-14]. ISBN 978-0-19-516520-3. （原始内容存档于2023-01-16）.
10. ↑  Nanda, J. N (2005). . Concept Publishing Company. p. 10. 2005. ISBN 978-81-8069-149-2. Bengal [...] was rich in the production and export of grain, salt, fruit, maize, liquors and wines, precious metals and ornaments besides the output of its handlooms in silk and cotton. Europe referred to Bengal as the richest country to trade with.
11. ↑  Om Prakash, "Empire, Mughal 的存檔，存档日期2022-11-18.", History of World Trade Since 1450, edited by John J. McCusker, vol. 1, Macmillan Reference USA, 2006, pp. 237–240, World History in Context. Retrieved 3 August 2017
12. ↑  Indrajit Ray. . Routledge. 2011: 57, 90, 174  [2023-01-14]. ISBN 978-1-136-82552-1. （原始内容存档于2023-01-16）.
13. ↑  Hobkirk, Michael. . Basingstoke: Palgrave-Macmillan. 1992: 77–80. ISBN 978-0312074937.
14. ↑  Dalio, Ray. "The Big Cycles of the Dutch and British Empires and Their Currencies" 的存檔，存档日期2020-10-01., LinkedIn, 21 May 2020
15. ↑  Jones, Guno. Essed, Philomena; Hoving, Isabel , 编. . Amsterdam: Rodopi B.V. 2014: 315–316. ISBN 978-9042037588.
16. 1 2  .   [2023-01-14]. （原始内容存档于2019-05-18）.
17. 1 2 3  Scammel (1989), p.20.
18. 1 2  Vidal, Prudencio. (1888)
19. ↑  Boxer (1965), p.6.
20. ↑  Boxer (1965), p.19.
21. ↑  Taylor (2001), p. 248.
22. 1 2  Boxer (1965), p.20.
23. ↑  Boxer (1965), p.22.
24. ↑  Boxer (1965), p.23.
25. ↑  Boxer (1965), p.24.
26. ↑  Rogozinski (2000), p.62.
27. 1 2  Taylor (2001), p.250.
28. 1 2  Taylor (2001), p.62.
29. ↑  Reproduced from Boxer (1965), p.101.
30. ↑  Taylor (2001), p.63.
31. ↑  Rogozinski (2000), p.62.
32. ↑  . www.britannica.com.   [2023-01-16]. （原始内容存档于2023-02-16） （英语）.
33. 1 2 3 4 5 6  Irvine Israel, Jonathan. . Clarendon Press. 1998. ISBN 9780198207344.
34. ↑  Facsimile of manuscript regarding the surrender of Dutch Brazil 的存檔，存档日期2010-07-15.:Cort, Bondigh ende Waerachtigh Verhael Wan't schandelyck over-geven ende verlaten vande voorname Conquesten van Brasil...;
35. ↑  Boxer (1965), p.26
36. 1 2  Taylor (2001), p.65.
37. ↑  Davies (1974), p.89.
38. ↑  Taylor (2001), p.251.
39. ↑  Taylor (2001), p.252.
40. ↑  Taylor (2001), p.253.
41. ↑  Taylor (2001), p.255.
42. ↑  Boxer (1969), p.24.
43. ↑  Boxer (1969), p.23.
44. ↑  Boxer (1965), p.189.
45. ↑  Boxer (1969), p.24.
46. ↑  Shipp, p.22.
47. ↑  Blussé, Leonard. . Bijdragen tot de Taal-, Land- en Volkenkunde. 1989-01-01, 145 (2): 357. S2CID 57527820. doi:10.1163/22134379-90003260.
48. ↑  Cook 2007 的存檔，存档日期2022-11-23., p. 362.
49. ↑  Li (李) 2006 的存檔，存档日期2022-11-23., p. 122.
50. ↑  According to Vidal, Sebastian Lopez was a Portuguese (Vidal, Prudencio, 1888)
51. ↑  .   [2008-11-23]. （原始内容存档于2014-11-25）.
52. ↑  .   [2016-05-18]. （原始内容存档于2009-08-14）.
53. ↑  Rogozinski (2000), p.62.
54. ↑  Boxer (1969), p.112.
55. ↑  Lucas, Gavin. . New York: Springer, Publishers. 2004: 29–33. ISBN 978-0306485381.
56. ↑  Entry: Cape Colony. Encyclopædia Britannica Volume 4 Part 2: Brain to Casting. Encyclopædia Britannica, Inc. 1933. James Louis Garvin, editor.
57. ↑  Stapleton, Thomas. . Santa Barbara: ABC-CLIO, LLC. 2010: 4–7. ISBN 978-0313365898.
58. ↑  McEvedy (1988), p.46.
59. ↑  Taylor (2001), p.259
60. ↑  Coyett, Frederick. . Campbell, William  (编). . London: Kegan Paul. 1903: 412–459 [First published 1675 in  't verwaerloosde Formosa]. ISBN 9789576380839. LCCN 04007338.
61. ↑  Taylor (2001), p.260
62. ↑  Ricklefs, M.C. . London: MacMillan. 1991: 110. ISBN 0-333-57689-6.
63. ↑  SarDesai, pp.92–93.
64. ↑  Witton, Patrick. . Melbourne: Lonely Planet. 2003: 23–25. ISBN 1-74059-154-2.; Schwarz, A. . Westview Press. 1994: 3–4. ISBN 1-86373-635-2.
65. ↑  Rogozinski (1999), pp.213
66. ↑  .   [2016-05-18]. （原始内容存档于2014-11-15）.
67. ↑  Javanese in Suriname strive to preserve origins 的存檔，存档日期2008-04-07.
68. ↑  L., Klemen, 1999–2000, The Netherlands East Indies 1941–42, "Forgotten Campaign: The Dutch East Indies Campaign 1941–1942 的存檔，存档日期2011-07-26. however Mainland itself have been occupied by Nazi Germany in 1940 .   [2011-05-16]. （原始内容存档于2011-07-26）.".
69. ↑  Ricklefs (1991), p. 195. Vickers (2005), pp.85, 85.
70. 1 2 3  Vickers (2005), page 85
71. ↑  Rogozinski, pp.296–7
72. ↑  Haafner, Jacob. . . Universiteitsbibliotheek Utrecht, Haarlem: Enschedé, Johannes and Jan van Walré. 1807  [2020-01-15] （荷兰语）.
73. ↑  A 2011 series of critical analysis featured in Inside Indonesia, the English-language media forum of the Indonesian Resources and Information Program. 的存檔，存档日期2011-06-30.
74. ↑  van Leeuwen, Lizzy. . 2011 article series called 'Being Indo' featured in Inside Indonesia. Inside Indonesia, the English-language media forum of the Indonesian Resources and Information Program.   [2012-08-15]. （原始内容存档于2012-03-21）.